# Phyllobrotica sororia
Phyllobrotica sororia es una especie de insecto coleóptero de la familia Chrysomelidae. Fue descrita en 1896 por Horn.
Se encuentra en Norteamérica.